# Baron Llangattock

Wappen der Barons Llangattock

Baron Llangattock, of the Hendre in the County of Monmouth, war ein erblicher britischer Adelstitel in der Peerage of the United Kingdom.
Der Titel wurde am 30. August 1892 für den konservativen Politiker John Allan Rolls geschaffen. Der Titel erlosch, als dessen ältester Sohn, der 2. Baron, am 31. Oktober 1916 in der Schlacht an der Somme fiel.

## Liste der Barons Llangattock (1892)
- John Allan Rolls, 1. Baron Llangattock (1837–1912)
- John Maclean Rolls, 2. Baron Llangattock (1870–1916)